# Bajacalifornia aequatoris
Bajacalifornia aequatoris is een  straalvinnige vissensoort uit de familie van gladkopvissen (Alepocephalidae). De wetenschappelijke naam van de soort is voor het eerst geldig gepubliceerd in 1993 door Miya & Markle.